# Izvoru (okręg Vâlcea)
Izvoru – wieś w Rumunii, w okręgu Vâlcea, w gminie Crețeni. W 2011 roku liczyła 547 mieszkańców.